# Nationaal park Pirin
Het Nationaal park Pirin (Bulgaars: Национален парк Пирин, Nacionalen park Pirin) omvat een gebied van 403,56 km² op een hoogte van 1008 tot 2.914 m in het Piringebergte in het zuidwesten van Bulgarije. Het nationaal park kenmerkt zich door een kalkstenen Balkanlandschap, met meren, watervallen, holen en pijnboombossen.
De ruwe bergen met meer dan honderd gletsjermeren zijn het tehuis van honderden endemische en zeldzame soorten. Vele daarvan zijn karakteristiek voor de Pleistocene flora van de Balkan. De bergen hebben ook diverse en unieke landschappen van grote esthetische waarde. Meer dan vijftig procent van het gebied is bedekt met naaldbos.
Het nationale park had sinds 1962 een kleinere voorloper in de vorm van het nationale park Vihren. Sinds 1983 maakt het gebied deel uit van de Werelderfgoedlijst van de UNESCO en in 1998 werd het een nationaal park onder zijn huidige naam.

## Afbeeldingen

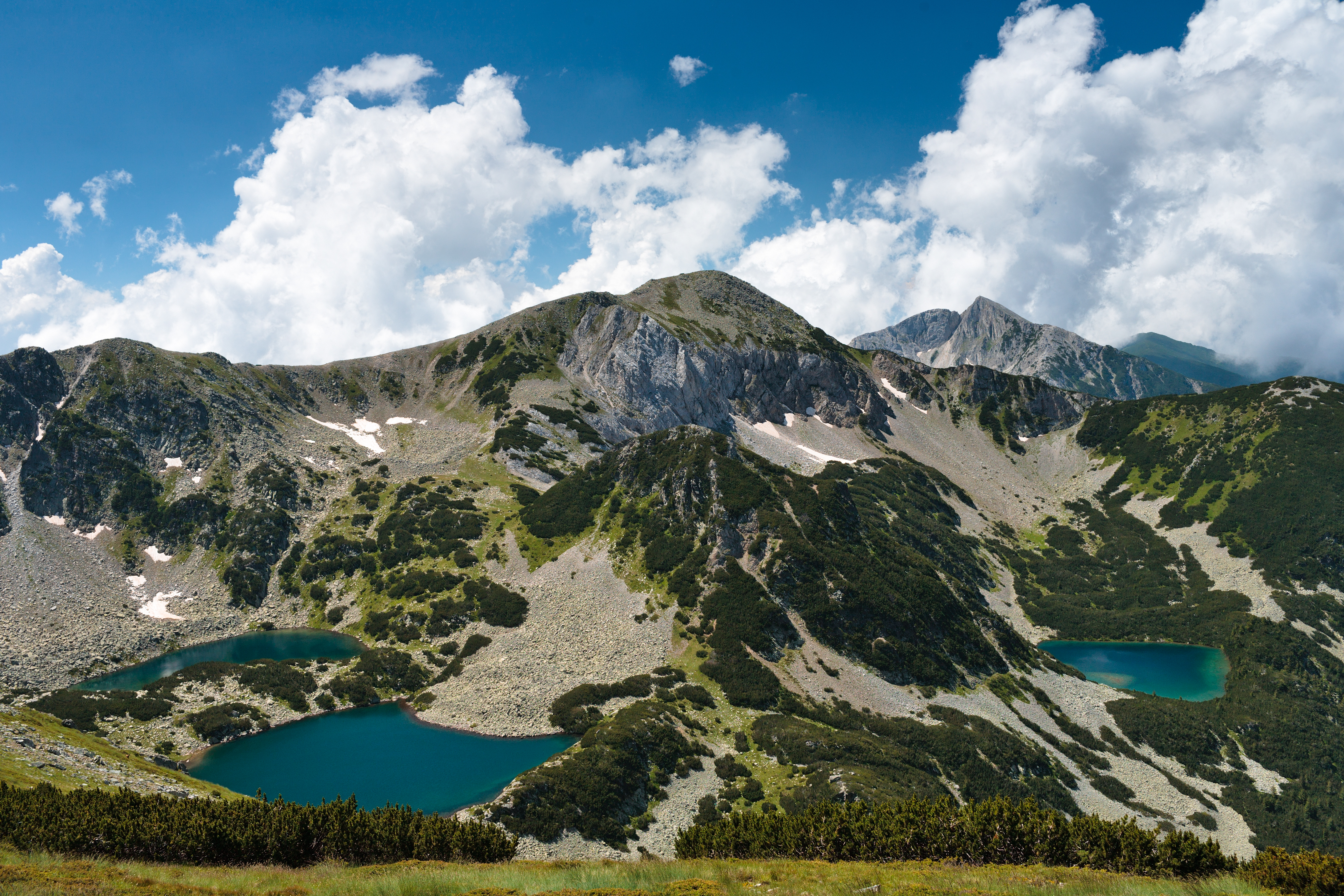
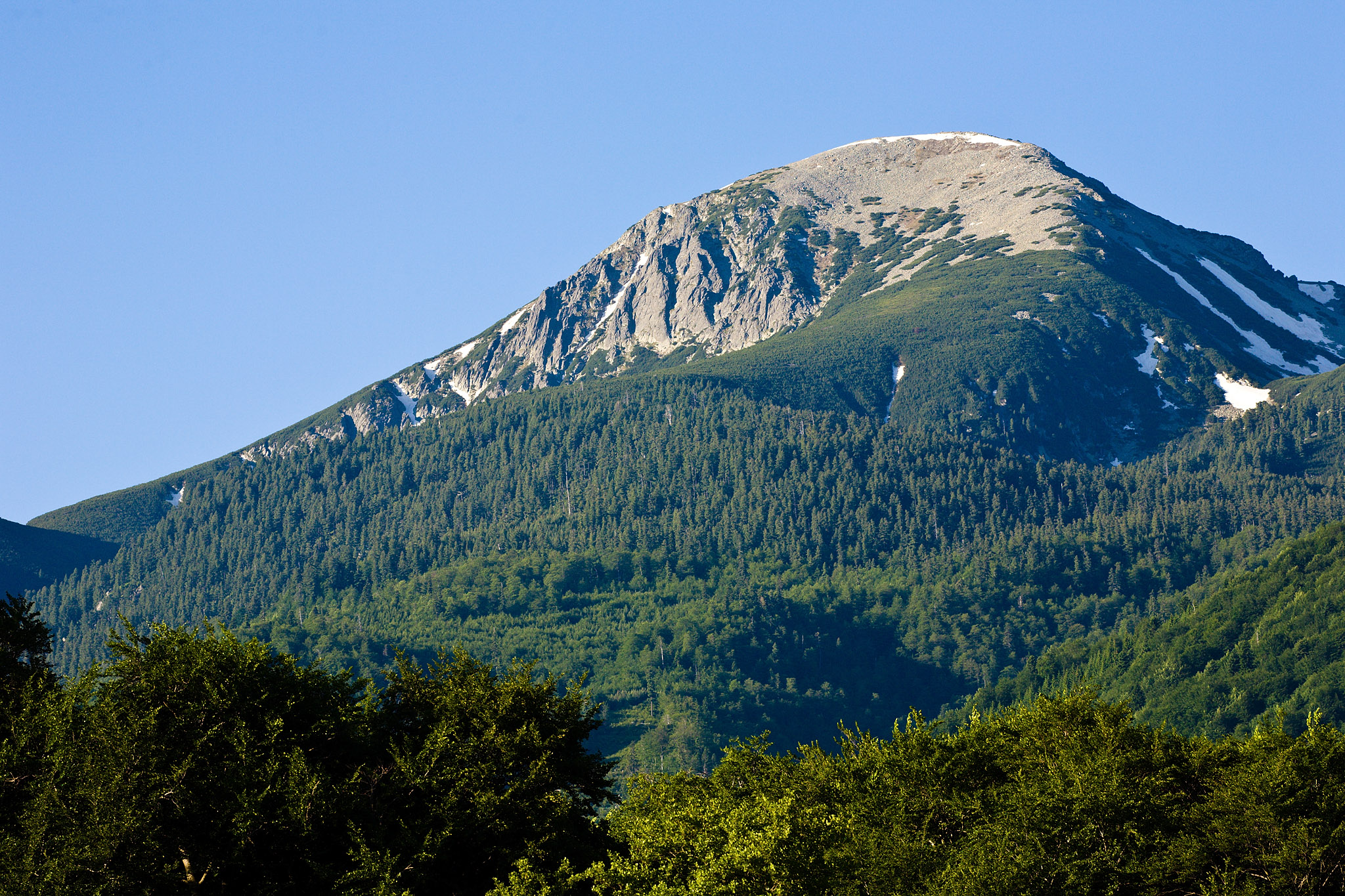
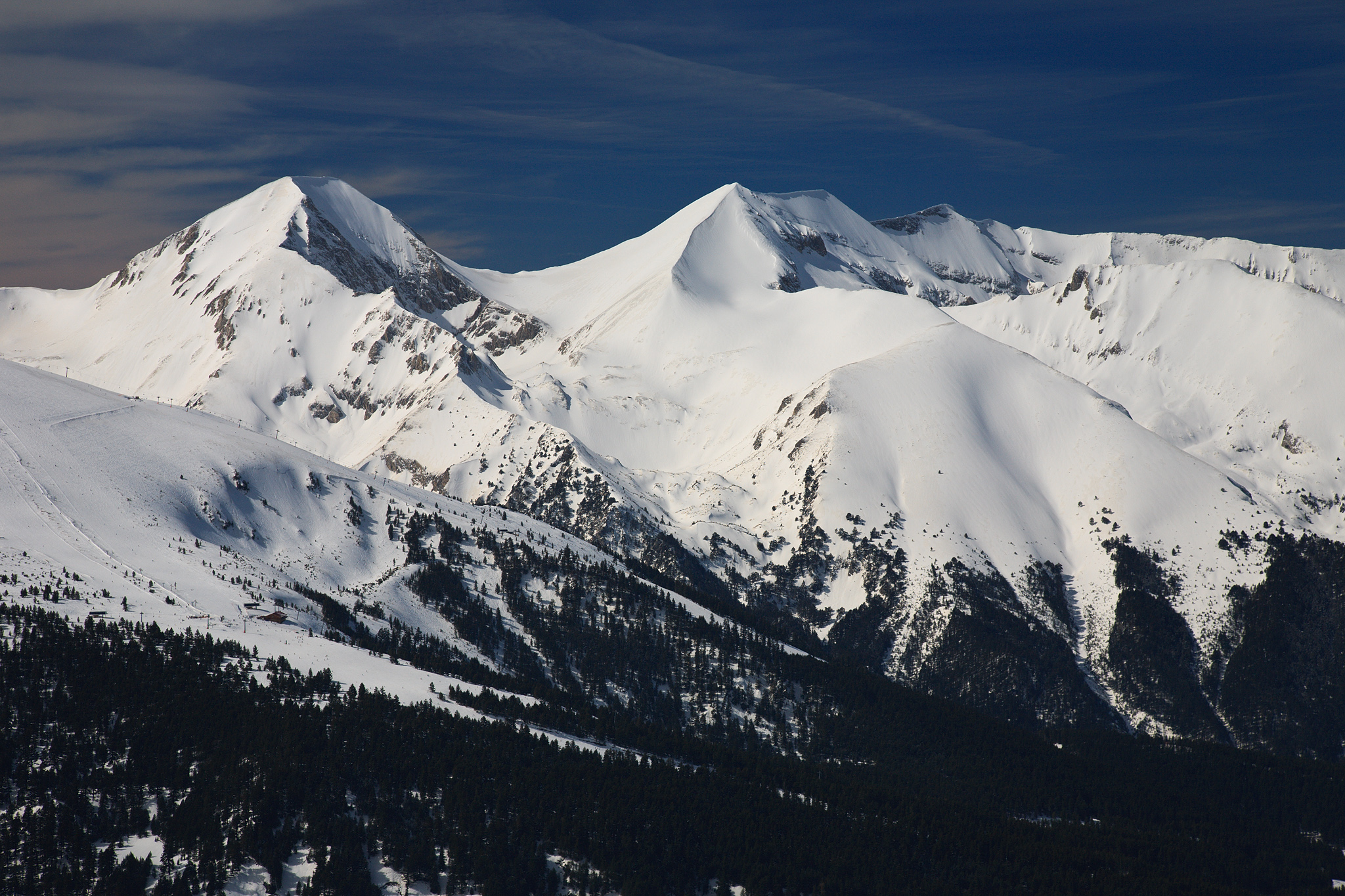
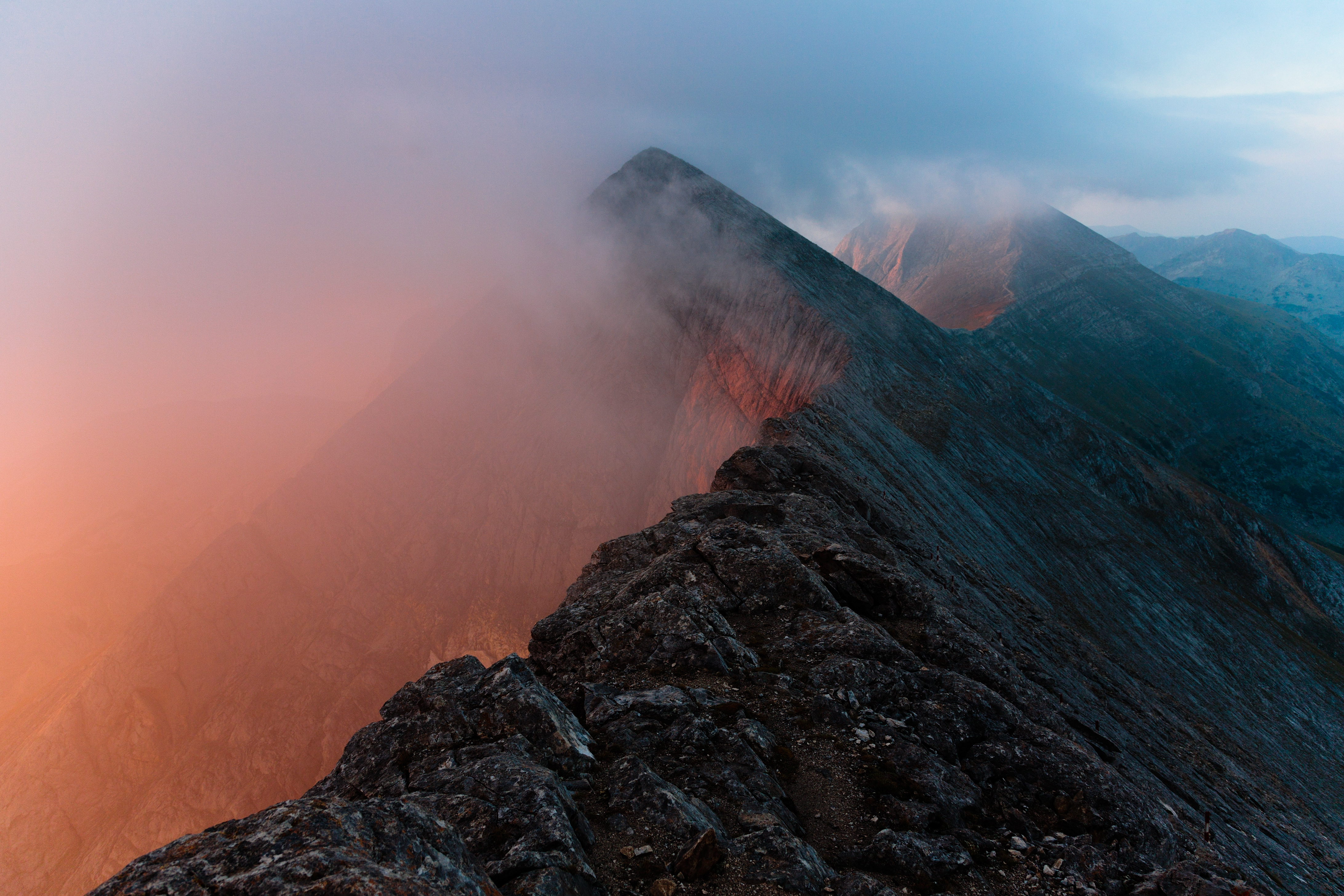
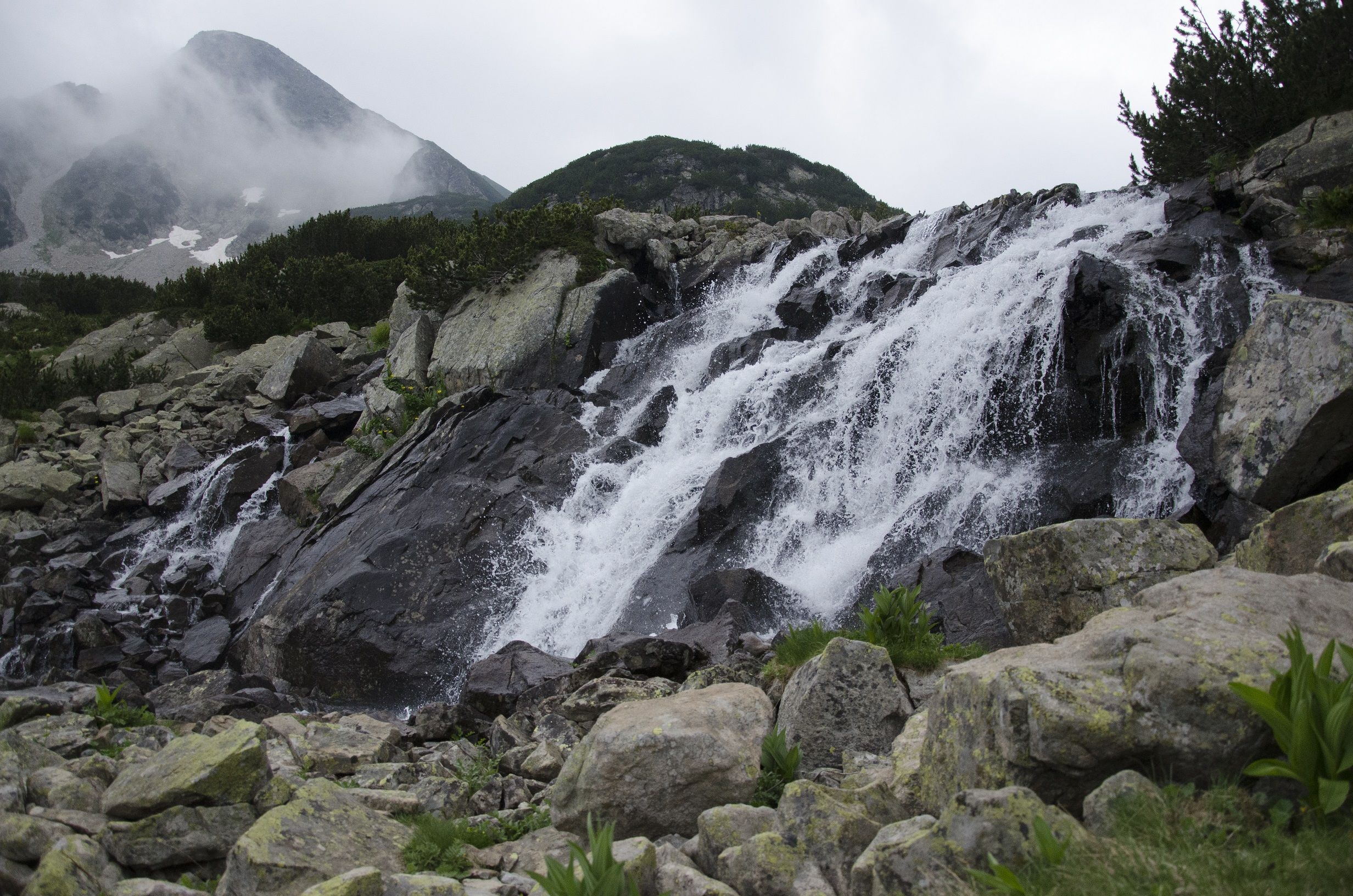
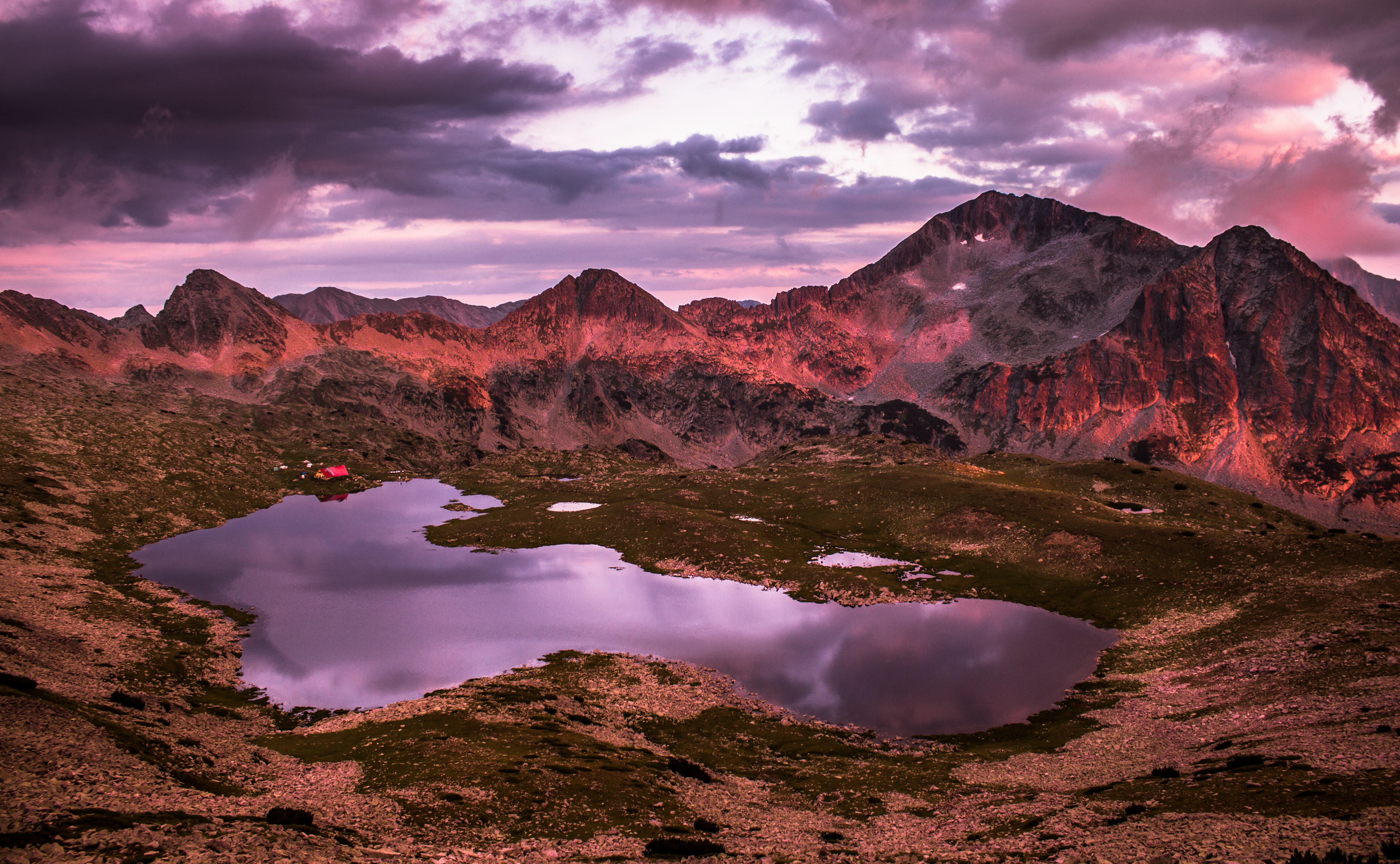
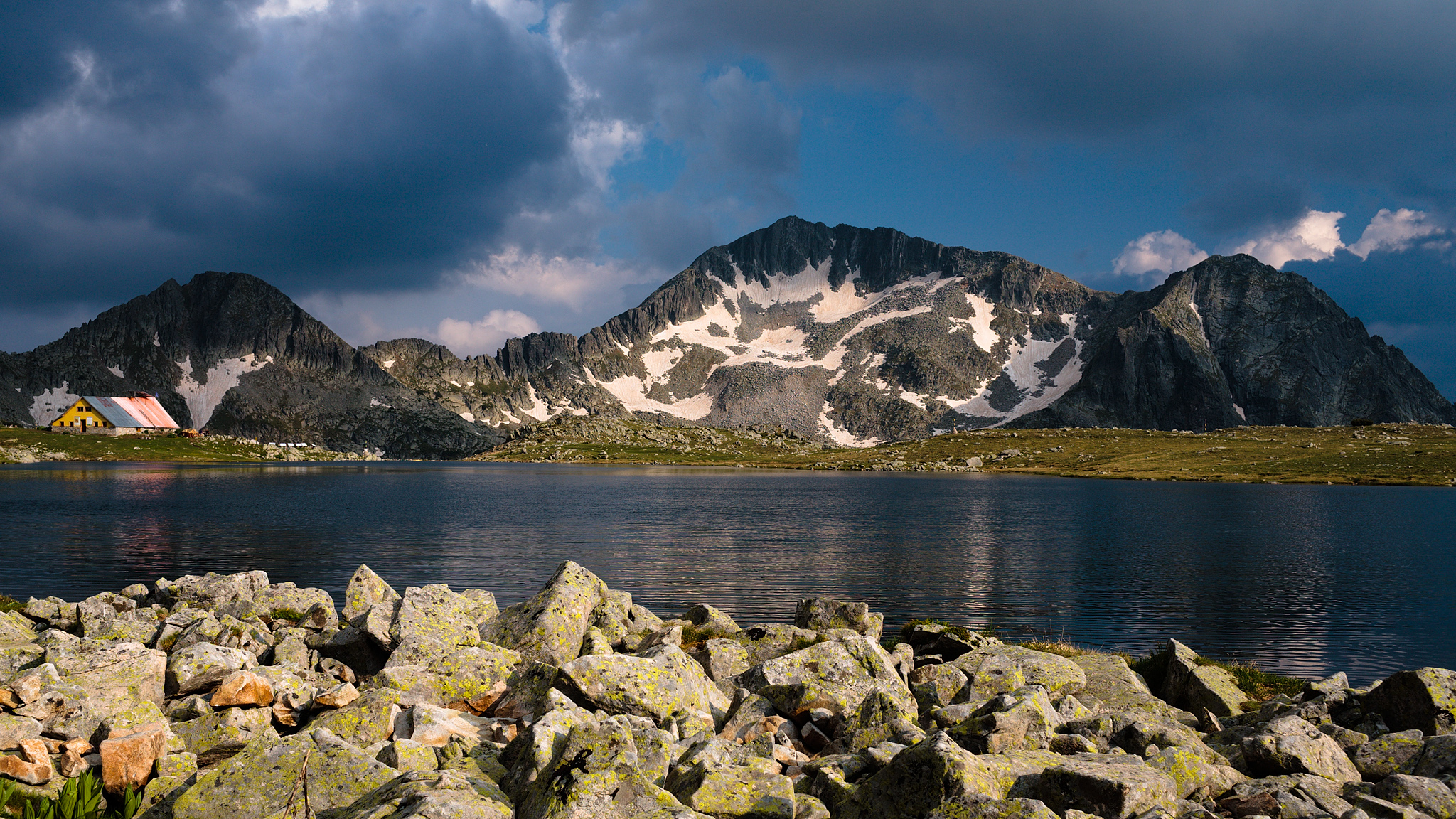
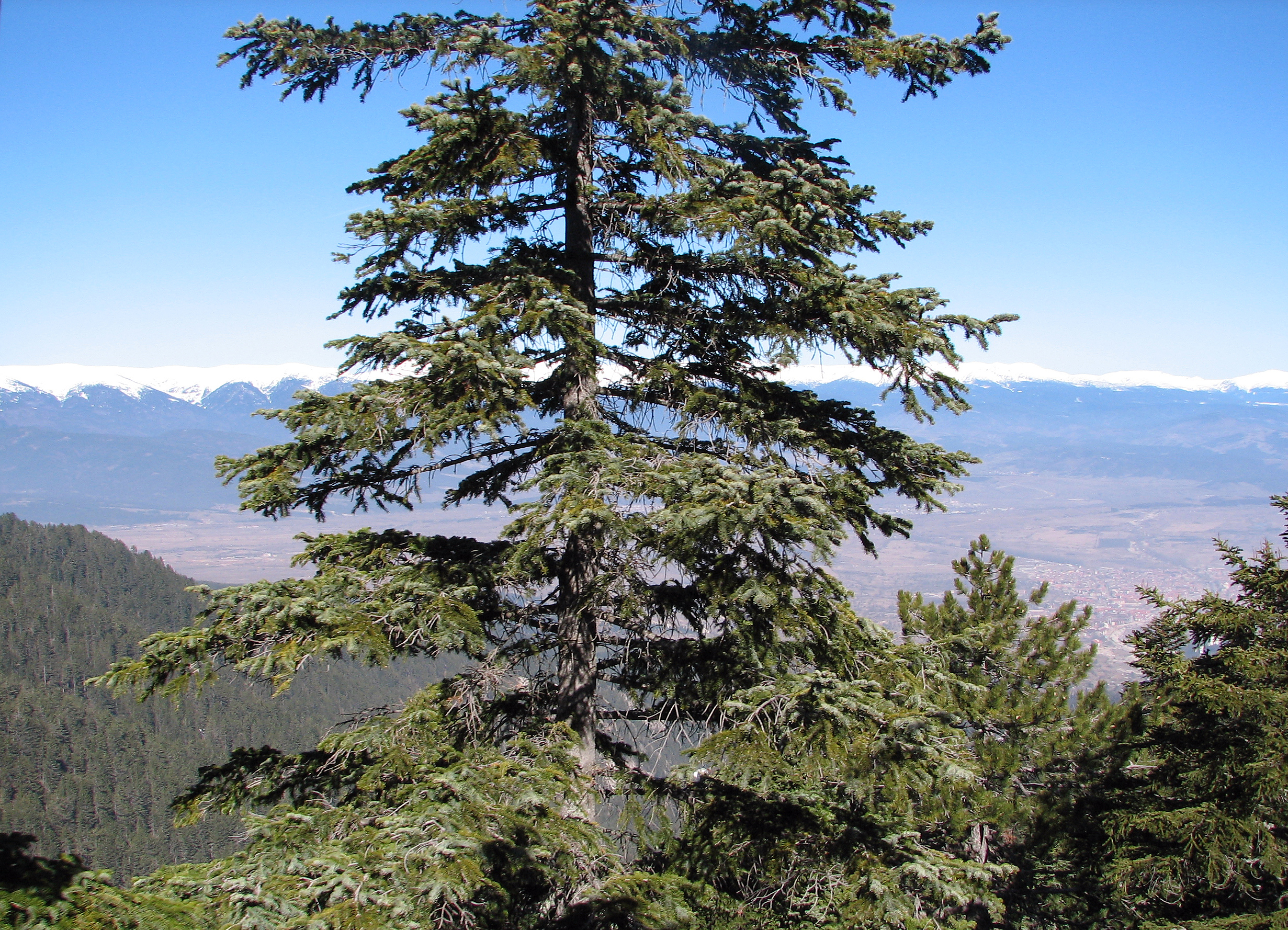